# Arbus, Sardinien
Arbus är en ort och kommun i provinsen Sydsardinien i regionen Sardinien i sydvästra Italien. Kommunen hade 6 282 invånare (2017).